# Cryptoblepharus egeriae
Cryptoblepharus egeriae (Boulenger, 1888) è un sauro della famiglia Scincidae, endemico dell'isola di Natale.

## Conservazione
La Lista rossa IUCN classifica Cryptoblepharus egeriae come specie estinta in natura  (Extinct in the Wild) in quanto l'ultimo avvistamento della specie su Christmas Island è avvenuta nell'agosto del 2010; successivamente a quella data, nonostante ricerche intensive, non è più stata trovata.
Abbondante fino agli anni '70, la popolazione ha subito un rapido declino, principalmente a seguito della introduzione sull'isola del serpente lupo (Lycodon capucinus), e secondariamente a causa di altri predatori esotici come le formiche pazze gialle (Anoplolepis gracilipes), la cui penetrazione è limitata alle aree costiere.
La specie sopravvive in cattività, all'interno di un programma di riproduzione protetta, che sta avendo successo, ma si è ancora lontani dal poter mettere in atto tentativi di reintroduzione in natura..